# Falkenstein (bayerisches Adelsgeschlecht)

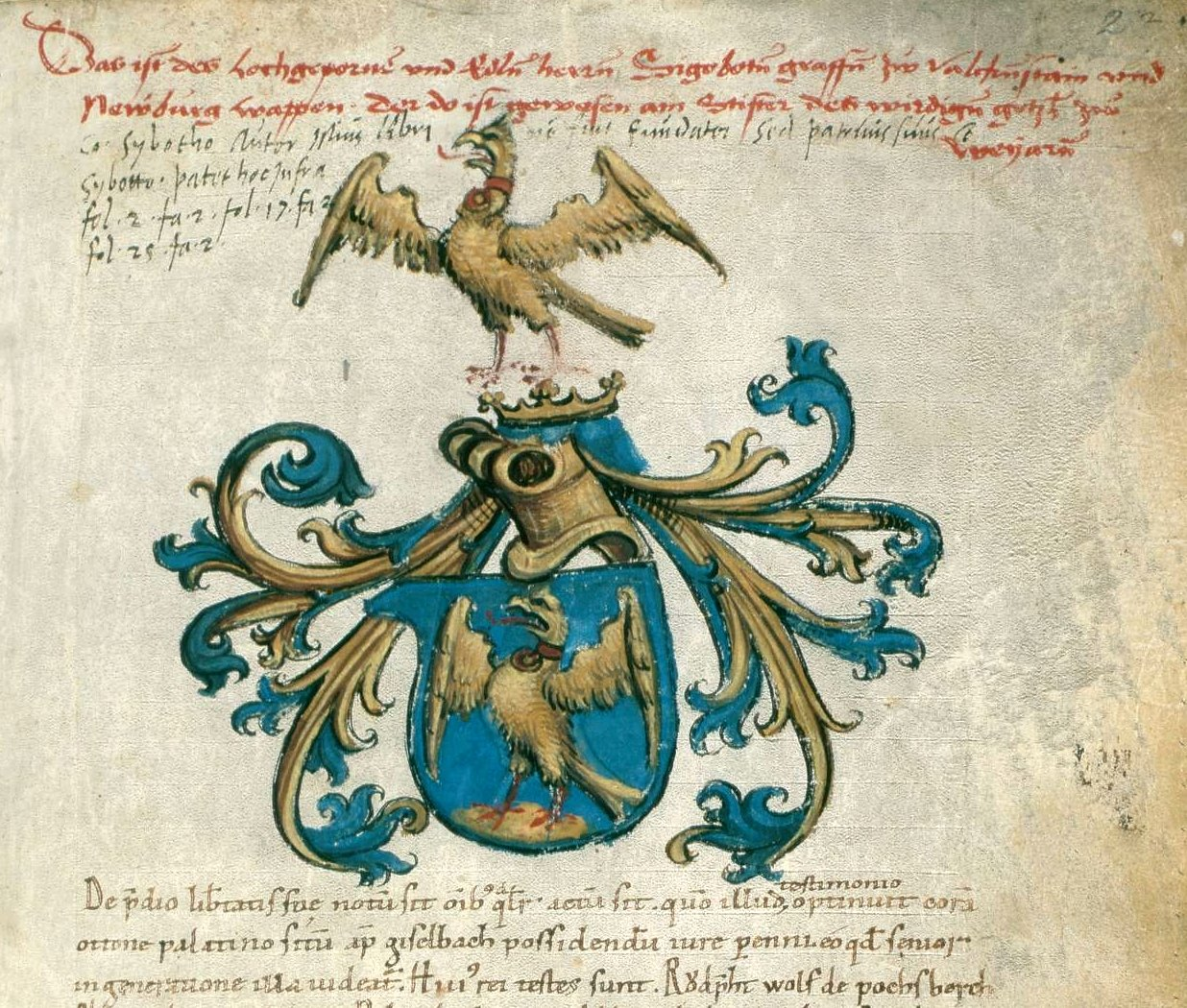
Wappen der Falkenstein im Codex Falkensteinensis von 1166

Die Grafen von Falkenstein (ab 1125 Grafen von Falkenstein-Neuburg) waren ein bayerisches Adelsgeschlecht, das zur Stauferzeit eine der bedeutenderen Dynastien darstellte.

## Herrschaft und Besitz

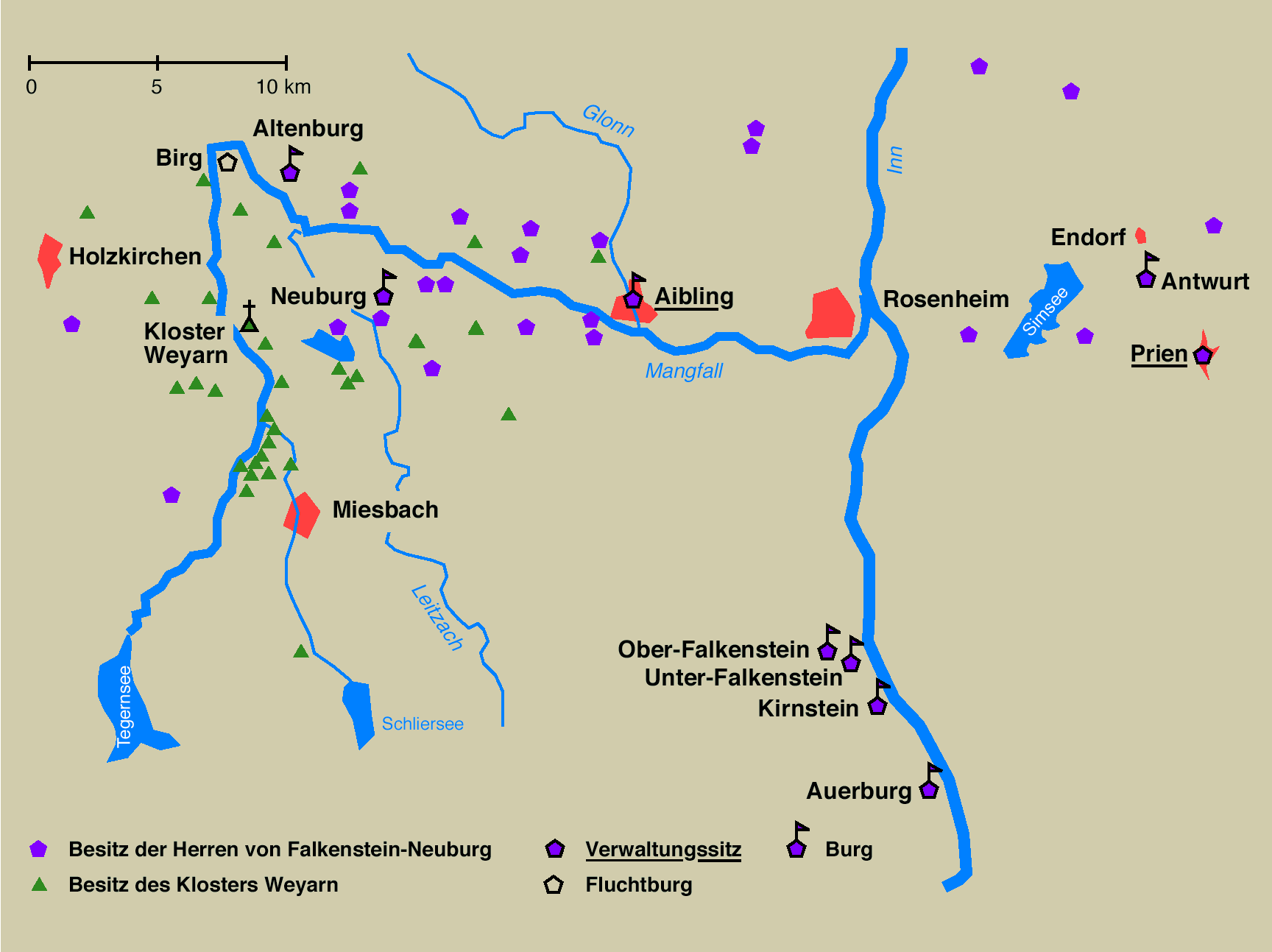
Besitzungen der Grafen von Neuburg-Falkenstein und des Klosters Weyarn im Inn- und Mangfalltal um 1200

Die Falkensteiner, die ihre ältesten Besitzungen im Tal der Großen Vils und im Inntal im Süden des heutigen Landkreises Rosenheim hatten, beherrschten in ihrer Blütezeit weite Ländereien bis hinein nach Tirol, in das Mangfalltal, nach Niederösterreich und den Chiemgau.
Eine ungewöhnlich detaillierte Momentaufnahme der Herrschaft und des Besitzes der Grafenfamilie bietet der 1166 zusammengestellte Codex Falkensteinensis. Damals besaß das Grafenhaus unter Siboto IV. die vier Burgen Falkenstein über dem Inn, Neuburg an der Mangfall, Hartmannsberg bei Hemhof am Chiemsee und Hernstein bei Baden in Niederösterreich. Um jede dieser Burgen gruppierte sich ein Herrschaftsraum mit verschiedenen Besitztümern (z. B. Grundbesitz) und Rechten (z. B. Vogtei und Gericht), der von einem Verwalter (Procurator bzw. Praepositus) im Auftrag der Familie verwaltet wurde.

Das Heilige Römische Reich zur Stauferzeit, Gebiete der zu dieser Zeit bereits im Niedergang befindlichen Neuburg-Falkensteiner (rot schraffiert auf gelbem Grund) befinden sich südöstlich von München und östlich von Kufstein.

Hinzu kamen später auch Altenburg, Herantstein in Oberösterreich, Antwurt (heute Antwort) bei Endorf. Weitere Verwaltungsorte waren u. a. Aibling und Prien.

## Geschichte
Die Falkensteiner gehen vermutlich auf den Anfang des 11. Jahrhunderts lebenden Patto von Dilching zurück. Reginolt de Valchensteine ist der im Jahr 1115 erste urkundlich erwähnte Falkensteiner.
Der allodiale Besitz der Falkensteiner, auf den die Familie ihre adelige Herkunft zurückführte und der nicht durch Passivlehen erworben war, lag bei Geislbach (heute Teil der Gemeinde Taufkirchen an der Vils) im Tal der Großen Vils. Bei den Gütern am Inn soll es sich um später erworbenen Besitz handeln, der dem ursprünglichen Inhaber entfremdet worden sei, als er nach den Ungarneinfällen verlassen war.
Durch Heirat erfolgte im Jahre 1125 die Verschmelzung mit der Weyarn-Neuburger Grafenlinie. Kurz darauf gründeten die Falkensteiner das Kloster Weyarn (1133).
Das 12. Jahrhundert war die Blütezeit des Adelsgeschlechts. Die Neuburg-Falkensteiner hatten damals weite Besitzungen, die Burgen, Orte und Ländereien in Oberbayern, Niederbayern, Tirol, Oberösterreich und Niederösterreich umfassten. Daneben nahmen sie Verwaltungsaufgaben im Auftrag des Erzbistums Salzburg wahr. Der Salzburger Erzbischof Eberhard I. hatte Siboto von Neuburg-Falkenstein 1158 die Verwaltung der Propstei Chiemsee, über die erzbischöflichen Ländereien dieser Region sowie die Verwaltung des Stifts Weyarn übertragen. Durch die enge Verbindung mit dem Kloster Weyarn befanden sich darüber hinaus auch zahlreiche bayerische Klöster und Kirchengüter im mittelbaren Einflussbereich der Falkensteiner.
Als nach der Absetzung Heinrichs des Löwen die bayerische Herzogswürde dem Wittelsbacher Otto I. verliehen wurde, verbündeten sich die Falkensteiner mit den Gegnern der Wittelsbacher, insbesondere den Andechs-Meraniern. Damit setzte allerdings der gewaltsame Niedergang des Adelshauses ein.
Das Geschlecht der Falkensteiner erlosch im Jahre 1272 mit Siboto IV., nachdem dessen Vater Siboto III. in einer Fehde zwischen Kaiser Friedrich II. und Papst Innozenz IV. alle Besitztümer verloren hatte. Nach anderen vorliegenden Quellen sollen die Neuburg-Falkensteiner erloschen sein, als Sigebothus VI. im Jahre 1272 im Bad erstochen wurde. Der bayerische Schriftsteller und Arzt Julius Mayr verarbeitete dieses Ereignis in den 1930er Jahren in der Tragödie „Sigbot von Falkenstein“ unter Anspielung auf die Mordtaten der Nationalsozialisten.

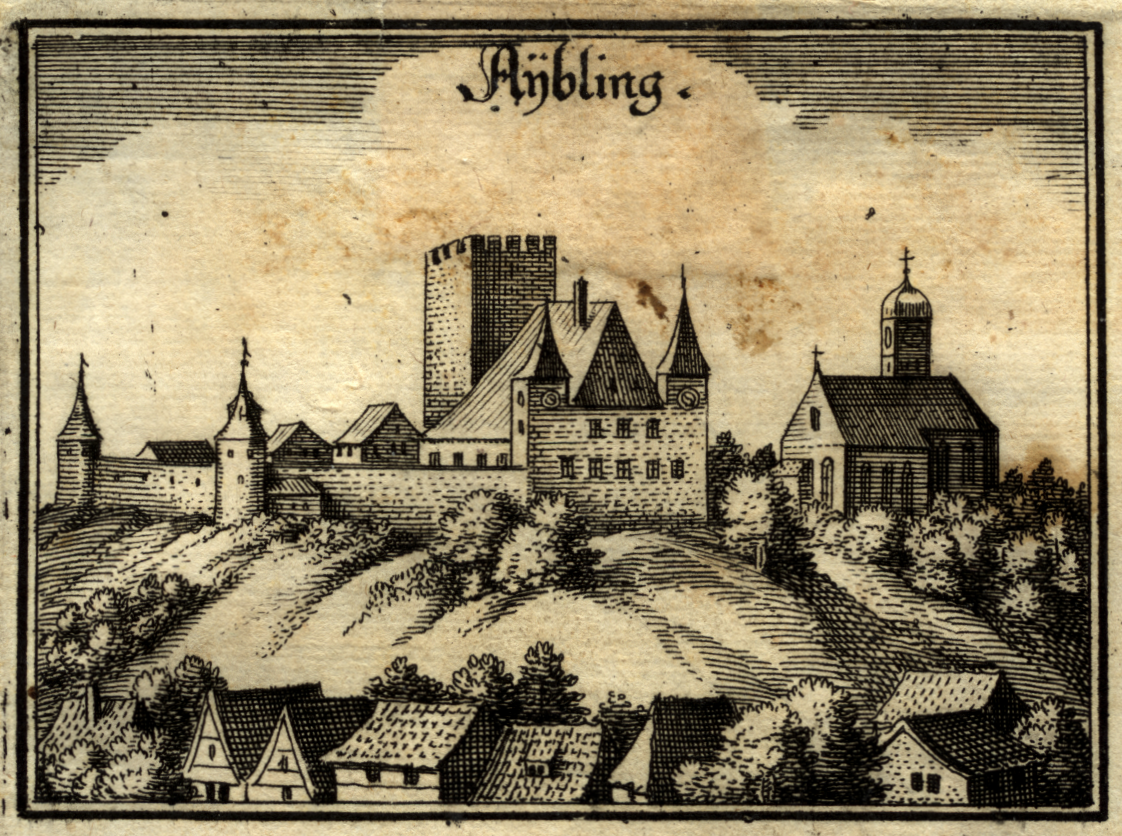
Hofberg in Aibling, Burg und Verwaltungssitz der Falkensteiner, auf einem Stich von Matthäus Merian d. Ä. aus dem Jahre 1644
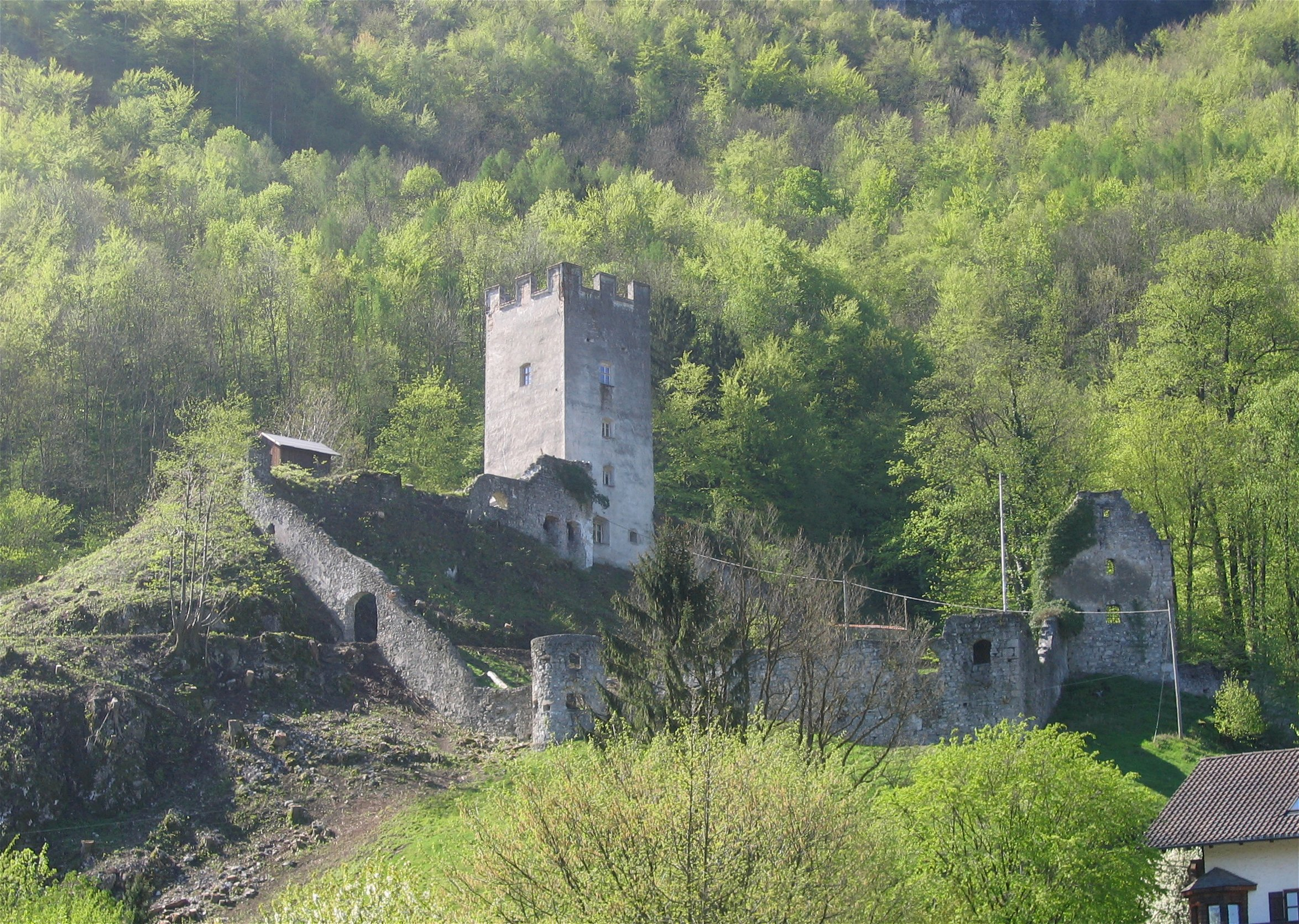
Ruine der Burg Unter-Falkenstein im Inntal
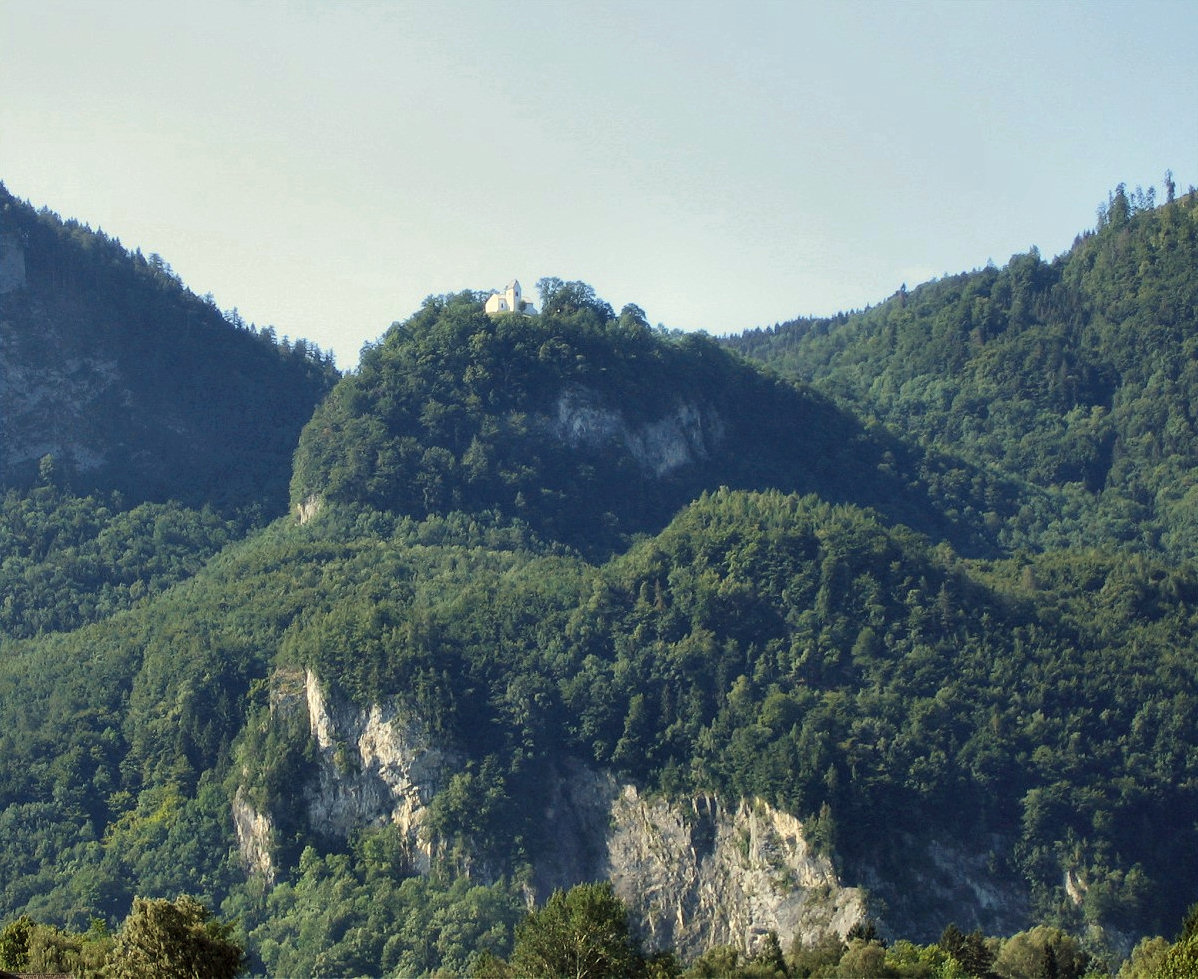
Rachelwand und Burgstall der Rachelburg am Petersberg bei Flintsbach.
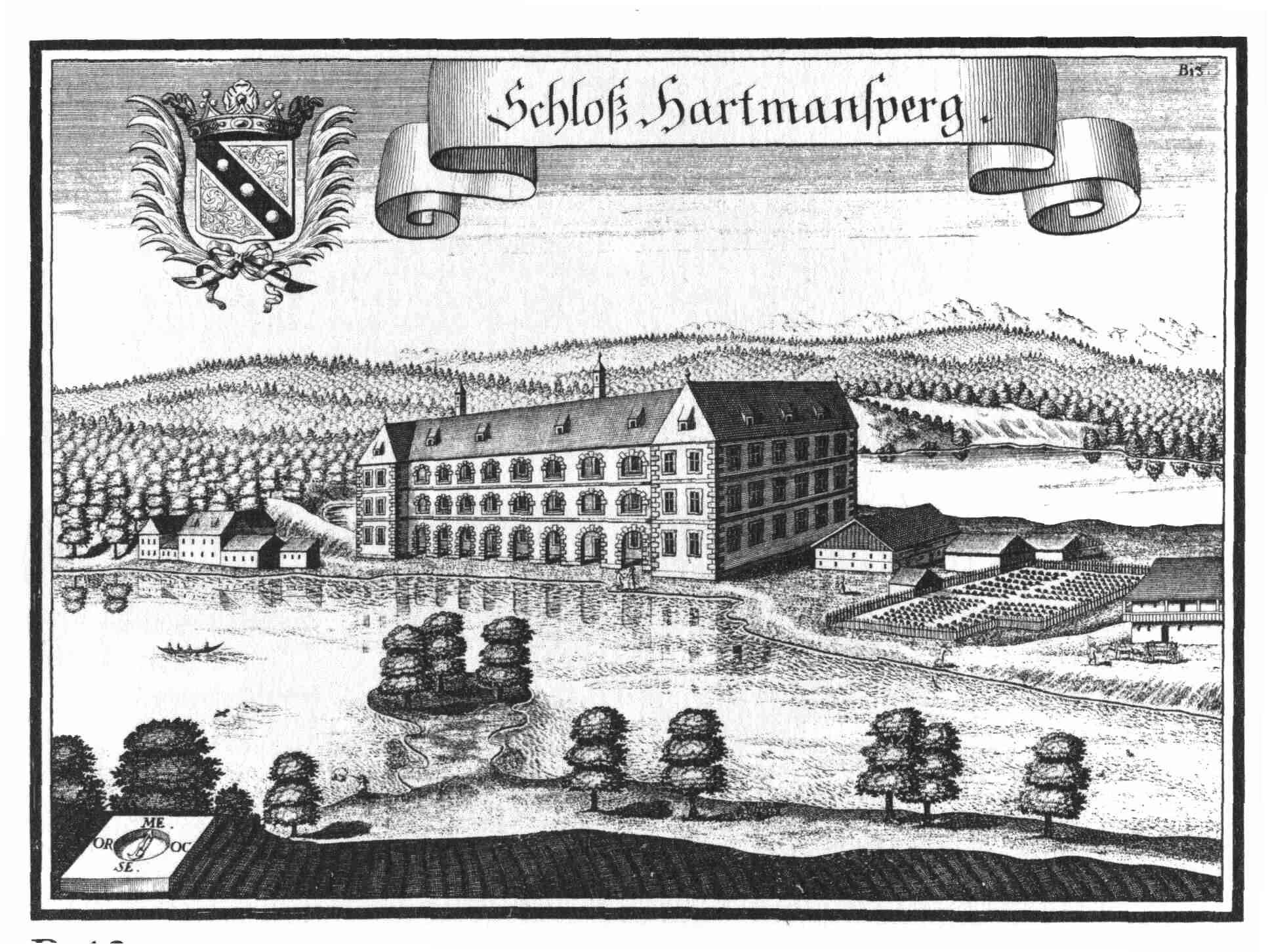
Schloss Hartmannsberg nach einem Kupferstich von Michael Wening von (1721)

## Falkensteiner Codex
1166 entstand durch Kanoniker des Stifts Herrenchiemsee im Auftrag Graf Sibotos IV. der bekannte, heute in München aufbewahrte Codex Falkensteinensis als Urbar und Lehensverzeichnis, aber auch als Memorialbuch der Familie. Das illustrierte Verzeichnis gilt als einzig erhaltenes Traditionsbuch einer weltlichen Herrschaft in Mitteleuropa aus dem Hohen Mittelalter.

## Stammliste der Grafen von Weyarn und Grafen von Falkenstein

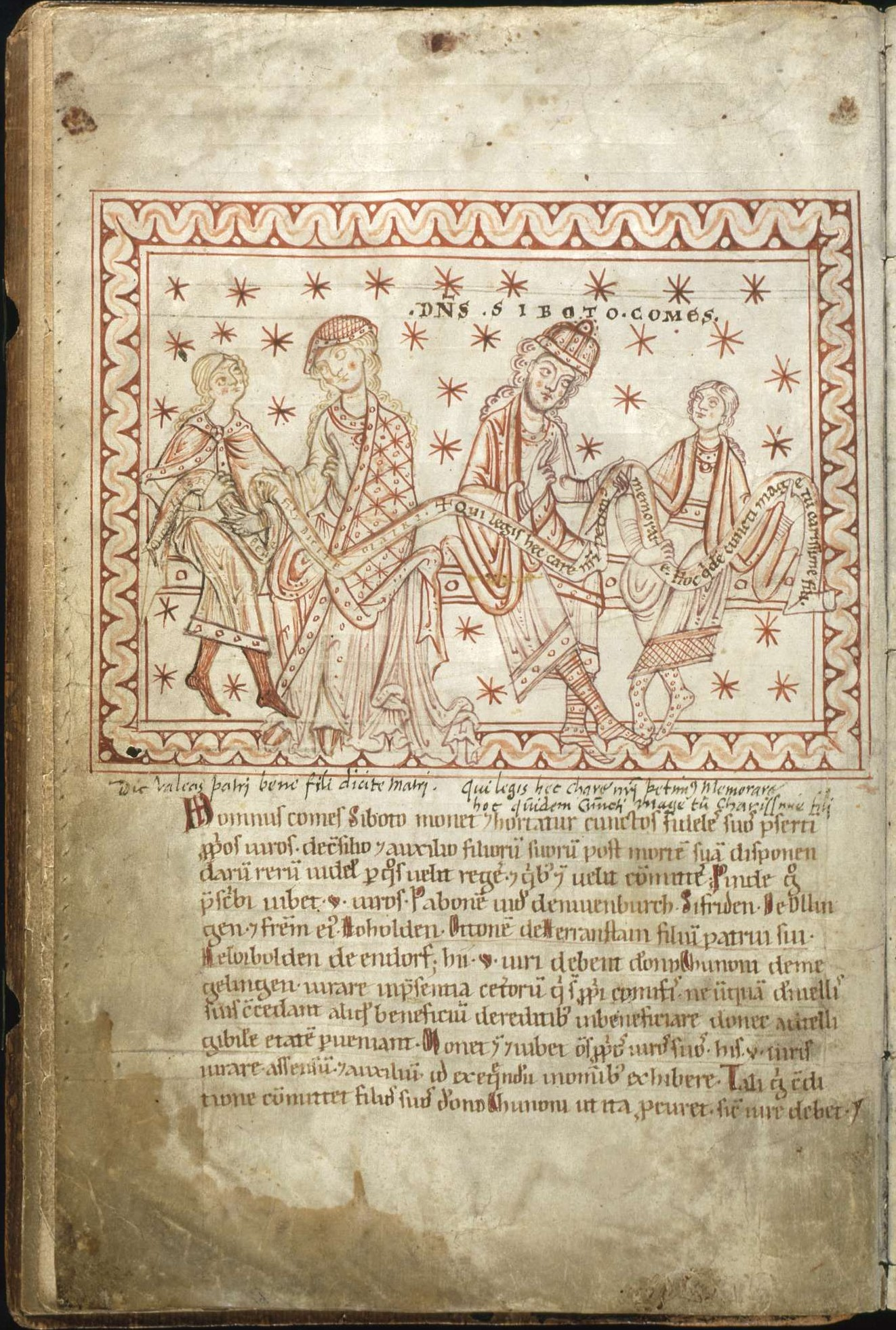
Si(gi)boto IV. mit Hildegard von Mödling und seinen zwei Söhnen, Abbildung im Codex Falkensteinensis von 1166

Die mangelhafte, oft fehlerhafte, Quellenlage betrifft den gesamten Zeitraum aller Familienzweige. Gesicherte Daten sind urkundlich genannt, Geburts- und Sterbedaten o. g. Zeiträume jedoch oft ungesichert und nach höchstmöglicher Wahrscheinlichkeit der oft abweichenden Datenquellen unter Vorbehalt zu betrachten. Es bleiben genealogische Details, sogar die Zuordnung von Mitgliedern des Hauses, ungeklärt.
Der erste bekannte Vertreter des Hauses war Patto von Dilching Herr von Dilching (1012–1020), Graf von Weyarn, Vogt von Kloster Tegernsee (um 1010–), (⚔ (1040)); ⚭ () N. N. Sie hatten folgende Nachkommen:
A1. Sigiboto I., Graf an der Mangfall (1067–1068), Vogt von Kloster Tegernsee (1048–1068), Graf von Weyarn (1078–1084); ⚭ () Liutgard N. N., (▭ im Kloster Tegernsee)
B1. Sigiboto II., Graf von Weyarn (um 1080–1085), Vogt von Kloster Tegernsee (1113–1121), Vogt von Kloster Seeon und Kloster Baumburg, stiftet Kloster Weyarn, Mönch im Kloster Weyarn (1133), († 10. Februar 1136 im Kloster Weyarn); ⚭ () Adelheid (von Sulzbach), († 9. Juli (vor 1133)), Tochter von (Graf Gebhard II. von Sulzbach (1043–1085) und Irmgard von Rott, Pilgrimiden, (–1101))
C1. Sigiboto III., († vor 9. Juli 1133)
C2. Gertrud, († 25. Dezember (1132)); ⚭ (um 1125) Rudolf von Falkenstein († nach 9. Juli 1133 im Kloster Seeon als Mönch)
C3. (illegitim mit N. N.) Berthold, Graf von Mörmoosen, urkundlich vor 1133 und um 1135), († um 1147); ⚭ () Benedicta N. N., nobilis (um 1135–1150), († nach 1150)
D1. Sigiboto von Mörmoosen, Ministerial des Markgrafen Engelbert von Kraiburg (1168–1169/um 1189), († um 1190); ⚭ () Liutgard von Braunau, (um 1190), Schwester von Konrad von Braunau
E1. Gerolt, (um 1189)
E2. Heinrich, (um 1189–1215)
E3. Adelheid, Nonne im Stift Ranshofen (um 1189), († 25. Juli …)
C4. (illegitim mit N. N.) Gerolt, (um 1150)
B2. Friderun; ⚭ () Hugo aus Österreich
A2. Herrand I., von Falkenstein Herr von Griggingen, urkundlich 1099 und um 1105
B1. Rudolf von Falkenstein, Herr von Griggingen (1099), Graf (1121–1126), Vogt von Kloster Seeon, († nach 9. Juli 1133 im Kloster Seeon als Mönch); ⚭ (um 1125) Gertrud von Weyarn († 25. Dezember (1132)), Tochter von Graf Sigiboto II. von Weyarn (–1136) und Adelheid N. N. (–)
C1. Sigiboto IV., Graf von Neuenburg-Falkenstein-Hartmannsberg, Vogt von Kloster Herrenchimsee (1158), urkundlich 1196, (* (1126); † (1200)); ⚭ () Hildegard von Mödling († 29. März 1196), Tochter von Kuno III. von Mödling (–(1182/1183)) und Sophie N. N. (–1170)
D1. Kuno von Falkenstein-Neuenburg, (um 1155), († (1190), Dritter Kreuzzug)
D2. Sigiboto V., Graf von Falkenstein-Neuenburg-Hartmannsberg-Hernstein, Vogt von Kloster Herrenchimsee, urkundlich um 1155/1222 bis 1226, († vor 1231); ⚭ (um 1196) Adelheid von Valley, Tochter von Graf Konrad II. von Valley (–(1198/1200)) und Mathilde von Ortenburg (–nach 1198)
E1. Sigiboto VI., Graf von Falkenstein-Neuenburg-Hartmannsberg-Hernstein, Vogt von Kloster Herrenchimsee, urkundlich 1231, (⚔ vor 1. Februar 1245)
E2. Konrad, Graf von Falkenstein-Neuenburg-Hartmannsberg-Hernstein, Vogt von Kloster Herrenchimsee (1257–1258), urkundlich 1231 bis 1257, (†† vor 30. Oktober 1260)
→ Geschlecht im Mannesstamm erloschen
E3. Adelheid, urkundlich 1222 bis 1226, († nach 1226); ⚭ I: () Berthold von Pottenstein; ⚭ II: () Heinrich I. von Kuenring, Marschall von Österreich, urkundlich 1204 bis 1232, (* vor 1204; † vor 1233; ▭ im Stift Zwettl), Sohn von Hadmar II. von Kuenring (vor 1156–1217/1218) und Offemia von Mistelbach (–nach 1175/August 1214)
D3. Tochter; ⚭ () Engelschalk von Wasen
D4. Töchter
C2. Herrand II., Herr von Hernstein (1142), Herr von Falkenstein (um 1145), Herr von Antwort (um 1150), Vogt von Kloster Seeon, († 13. April (1155)); ⚭ () Sophie von Vohburg († 12. März 1176), (⚭ II: (um 1155) Graf Konrad II. von Peilstein (* um 1135/1140; † 12. November (1195)), Sohn von Konrad I. von Peilstein (um 1116–1168) und Adela von Orlamünde (–1155)), Tochter von Markgraf Diepold III. von Vohburg, Rapotonen, (1075–1146) und Kunigunde von Beichlingen (–)
D1. Sigiboto, Herr von Antwort (um 1170)
D2. Herrand III., Herr von Antwort (um 1170)
D3. Judith, urkundlich 1182; ⚭ I: (vor 1176) Nizo von Raitenbuch, Ministerialer der Burggrafen von Regensburg, urkundlich 1180/1182, († nach 1182); ⚭ II: (vor 13. Juni 1190) Albero IV. Wolf von Bocksberg–Lengenfeld–Gögglbach, nobilis homo (1190/1206), († (1210), Sohn von Rupert IV. Wolf von Gögglbach (–um 1176) und N. N. (–)
C3. Mathilde; ⚭ () Konrad II. von Dachau, Vogt von St. Andreas in Freising (1150), Graf von Dachau (1152–1159), Herzog von Meranien (1153–1159), (⚔ 18. Februar 1159 bei Bergamo; ▭ in Scheyern), (⚭ I: (vor 19. März 1140) Adelheid von Limburg († 6. Februar (1144/1146); ▭ im Kloster Michelsberg in Bamberg), Tochter von Graf Heinrich I. von Limburg, Herzog von Niederlothringen, (–1119) und Adelheid von Pottenstein (–1106)), Sohn von Konrad I. von Scheyern-Dachau (–1130) und Willibirg vom Lurngau (a.d.H. der Grafen von Grögling-Hirschberg) (–)
B2. Reginold von Weyarn, Herr von Hernstein (1120–1130)
B3. Wolfker von Weyarn, Herr von Griggingen (1120–1130), Herr von Falkenstein (um 1143), urkundlich 1099, († nach 12. September 1158)
C1. (illegitim mit N. N. oder einer Ehe mit einer Unfreien) Otto von Hernstein (1176), urkundlich 1175 bis 1180
C2. (illegitim mit N. N. oder einer Ehe mit einer Unfreien) Lazarius von Hernstein, Ministerialer der Grafen von Wolfratshausen (1153–1156)
B4. Adelheid von Weyarn, (um 1140); ⚭ () Poto von Pottenstein, urkundlich 1133

## Wappen
Das redende Wappen der Grafen von Neuburg-Falkenstein zeigte auf rotem Grund einen golden bewehrten silbernen Falken mit aufgehenden Flügeln auf einem schwarzen Dreiberg. Dieses Wappen wird heute noch in fast unveränderter Form von mehreren bayerischen Orten und Gemeinden verwendet.
In einer anderen Version ist ein rot bewehrter goldener Falke mit rotem Halsband auf blauem Grund dargestellt. Diese Fassung, die auf die Darstellung im Codex Falkensteinensis zurückgeht, findet sich heute im Wappen der Gemeinde Oberaudorf.
Zahlreiche weitere Orte und Gebietskörperschaften führen als Zeichen ihrer historischen Verbindung mit der Grafschaft Falkenstein in ihrem Wappen einen Falken:

Oberaudorf im oberbayerischen Inntal
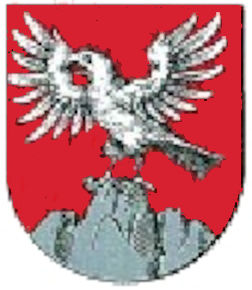
Falkenstein in Niederösterreich
Raubling im Landkreis Rosenheim
Flintsbach am Inn (Oberbayern)
Prien am Chiemsee
Feldkirchen-Westerham im Sundergau
Weyarn im Landkreis Miesbach